# Supergromada w Perseuszu-Rybach
Supergromada w Perseuszu-Rybach – supergromada galaktyk znajdująca się w gwiazdozbiorach Perseusza i Ryb w odległości 220 milionów lat świetlnych. Jest to sąsiednia gromada Supergromady Lokalnej. Była to jedna z pierwszych odkrytych supergromad.
Supergromada w Perseuszu-Rybach jest najlepiej widoczną supergromadą na niebie. Jest to długa i gęsta ściana galaktyk ciągnąca się na długości prawie 300 milionów lat świetlnych. Na jej końcu znajduje się gromada w Perseuszu (Abell 426), która jest jedną z najbardziej masywnych gromad galaktyk w odległości 500 milionów lat świetlnych.
Leży ona obok najbardziej wyraźnej pustki nazwanej Pustką w Byku. Pustka ta ma kształt sferyczny, a ze wszystkich stron otoczona jest ścianami galaktyk. Jej średnica wynosi około 100 milionów lat świetlnych. Wewnątrz Pustki w Byku znajduje się niewiele galaktyk jak na przykład UGC 2627 i UGC 2629 znajdujące się w północnej połowie pustki w odległości 185 milionów lat świetlnych.
| Nazwa     | Rektascensja (J2000) | Deklinacja (J2000) | Redshift (z) | Odległość w mln ly | Klasa obfitości |
| --------- | -------------------- | ------------------ | ------------ | ------------------ | --------------- |
| Abell 262 | 01h 52m 48s          | +36° 09′ 00″       | 0,0151       | 210                | 0(1)            |
| Abell 347 | 02h 25m 48s          | +41° 52′ 00″       | 0,0172       | 240                | 0               |
| Abell 426 | 03h 18m 36s          | +41° 31′ 00″       | 0,0167       | 230                | 2               |

| Nazwa                  | Rektascensja (J2000) | Deklinacja (J2000) | Redshift (z) | Odległość w mln ly |
| ---------------------- | -------------------- | ------------------ | ------------ | ------------------ |
| Grupa NGC 7515         | 23h 14m 30s          | +13° 19′ 00″       | 0,0149       | 205                |
| Grupa w Pegazie        | 23h 20m 00s          | +08° 30′ 00″       | 0,0128       | 180                |
| Grupa NGC 7711         | 23h 35m 12s          | +15° 37′ 00″       | 0,0131       | 180                |
| Grupa NGC 7831         | 00h 08m 12s          | +32° 42′ 00″       | 0,0160       | 220                |
| Grupa NGC 315          | 00h 51m 42s          | +30° 43′ 00″       | 0,0160       | 220                |
| Grupa NGC 383          | 01h 10m 12s          | +32° 15′ 00″       | 0,0165       | 230                |
| Grupa NGC 507          | 01h 23m 42s          | +33° 15′ 00″       | 0,0161       | 225                |
| Grupa NGC 691/697      | 01h 50m 36s          | +21° 54′ 00″       | 0,0093       | 130                |
| Grupa NGC 765 / IC 187 | 02h 00m 06s          | +24° 53′ 00″       | 0,0164       | 225                |
| Grupa NGC 777          | 02h 00m 42s          | +32° 05′ 00″       | 0,0171       | 235                |
| Grupa NGC 841          | 02h 12m 06s          | +37° 33′ 00″       | 0,0152       | 210                |
| Grupa NGC 877          | 02h 17m 48s          | +14° 20′ 00″       | 0,0123       | 170                |
| Grupa NGC 973          | 02h 36m 12s          | +32° 48′ 00″       | 0,0157       | 220                |

Grupy galaktyk NGC 383 i NGC 507 zawierają liczne galaktyki. Wokół grupy galaktyk w Pegazie znalazło się kilka grup galaktyk należących do znacznie mniejszej supergromady, która znajduje się w niewielkim oddaleniu od Supergromady w Perseuszu-Rybach.